# Diocèse de Lentini
Le diocèse de Lentini (latin: Dioecesis Leontina) est un diocèse catholique romain situé dans la ville de Lentini dans la province de Syracuse au sud-est de la Sicile. Érigé en 259, il a été supprimé en 790. Il a été restauré en tant que siège épiscopal titulaire en 1968,.

## Titulaires
|   | Évêque                        | Fonction                                           | début | fin  |
| - | ----------------------------- | -------------------------------------------------- | ----- | ---- |
| 1 | Joseph Crescent McKinney (en) | évêque auxiliaire du diocèse de Grand Rapids (USA) | 1968  | 2010 |
| 2 | Józef Górzyński (it)          | évêque auxiliaire de Varsovie                      | 2013  | 2015 |
| 3 | Marek Marczak (pl)            | évêque auxiliaire de Łódź                          | 2015  |      |